# Hubert Lyautey
Louis Hubert Gonzalve Lyautey, född 17 november 1854, död 21 juli 1934, var en fransk militär.

## Biografi
Lyautey blev officer vid kavalleriet 1875, överste 1900, brigadgeneral 1903, divisionsgeneral 1907 och marskalk av Frankrike 1921. Lyautey tjänstgjorde huvudsakligen i kolonierna, var 1894-96 stabschef vid trupperna i Tonkin, och förde 1897-1902 befäl på Madagaskar varefter han återvände som regementschef till Frankrike. Åren 1903-10 var Lyautey regeringskommissarie i Marocko och återställde därunder ordningen i gränsområdet mellan Marocko och Algeriet. Han var 1910-12 chef för 10:e armékåren i Rennes och 1912-25 generalresident i protektoratet Marocko, där han efter ett energiskt bekämpande av de infödda stammarna fullständigt genomförde landets anslutning till Frankrike. December 1916- mars 1917 tillhörde Lyautey som krigsminister regeringen men tvingades på grund av meningsskiljaktigheter med socialdemokraterna och yttersta vänstern avgå och återvände till Marocko. Lyautey var medlem av högsta krigsrådet och Franska akademien och utgav bland annat Dans le Sud de Madagascar (1903) och Lettres du Tonkin et de Madagascar (2 band, 1921).